# Franz Xaver Uhl

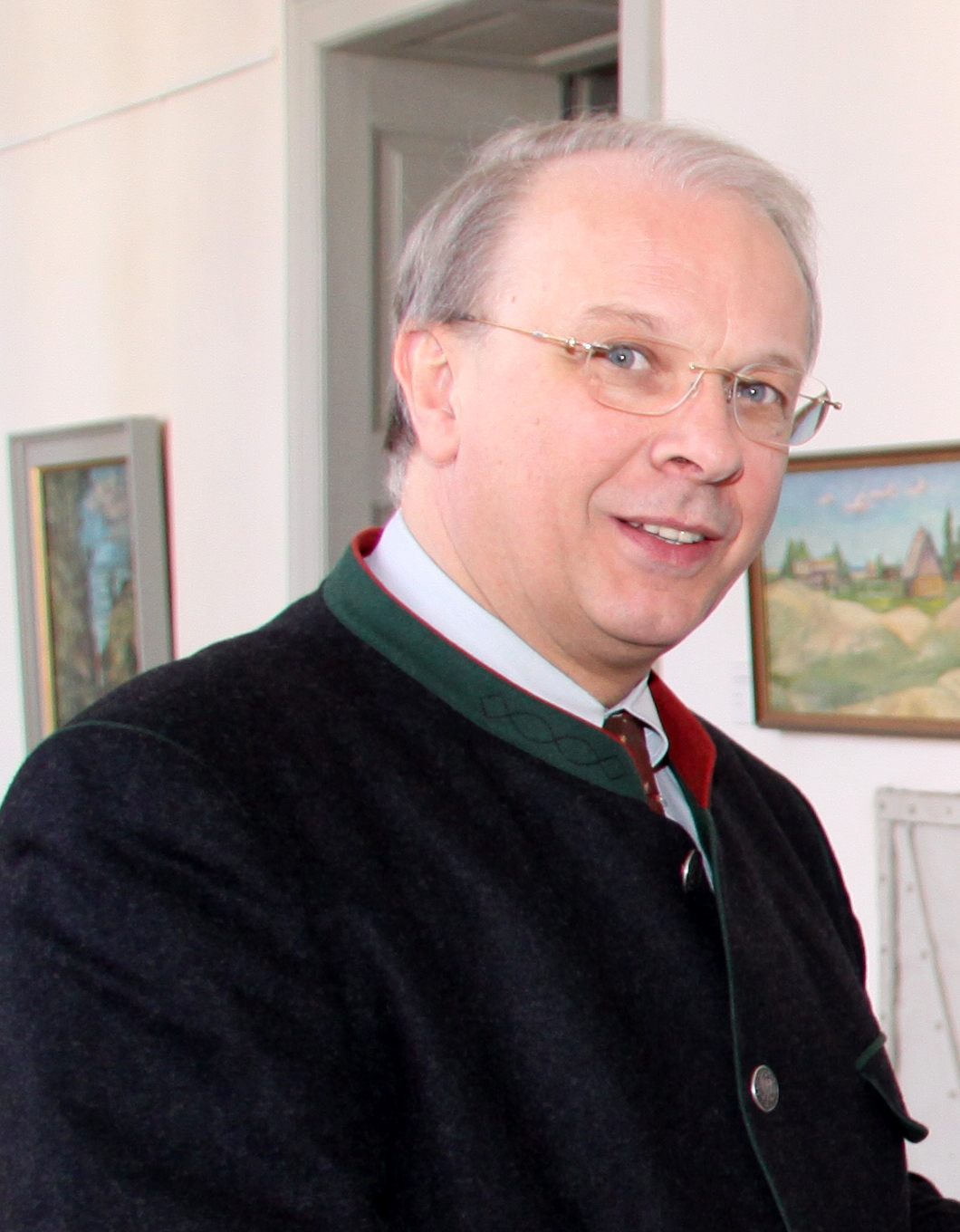
Franz Xaver Uhl, 2010

Franz Xaver Uhl (* 4. November 1955 in Walting; † 22. August 2011 in Würzburg) war ein deutscher Politiker der CSU. Er war Landrat des Landkreises Weißenburg-Gunzenhausen.

## Leben
Uhl lebte bis 1994 in Weißenburg in Bayern. Zunächst war er Geschäftsführer des Gebietsausschusses Naturpark Altmühltal; von 1994 bis 2008 war er Bürgermeister von Beilngries. Von 1996 bis 2008 war Uhl Kreisrat des oberbayerischen Landkreises Eichstätt, wo er ab 2002 auch Fraktionsvorsitzender der örtlichen CSU war. Seit den Kommunalwahlen in Bayern 2008 war er Landrat des mittelfränkischen Landkreises Weißenburg-Gunzenhausen.
Ende 2010 litt Uhl an einer Lungen- und Herzmuskelentzündung, weshalb er von Robert Westphal (CSU) und Peter Krauß (SPD) in den Amtsgeschäften vertreten wurde. Am 26. April 2011 nahm er seine Arbeit wieder auf.
Doch Mitte Mai 2011 erkrankte Uhl an Leukämie und begab sich in stationäre Behandlung in die Uniklinik Würzburg. Am 22. August 2011 verstarb er dort im Alter von 55 Jahren.
In Pleinfeld ist eine Straße nach ihm benannt.